# Gallinago stenura
La agachadiza colirrara o agachadiza de cola rara (Gallinago stenura)  es una especie de ave limícola de la familia Scolopacidae.  
Se reproduce en el norte de Rusia y migra para pasar la temporada no reproductiva en el sur de Asia, desde Pakistán hasta Indonesia. Es la más común de las aves migratorias en el sur de la India, Sri Lanka y gran parte de Asia sudoriental. Pueden llegar vagabundeando hasta el norte-oeste y el norte de Australia y África oriental.
Su hábitat de crianza son los pantanos húmedos y tundras árticas y boreales de Rusia. Las aves en su rango no reproductivo utilizan una variedad de humedales, a menudo junto con la agachadiza común, pero puede encontrarse también en hábitats más secos que su familiar. Hacen sus nidos en un lugar bien oculto en el suelo.
Comen principalmente insectos y lombrices de tierra, pero también un poco de material vegetal.